# 나와브

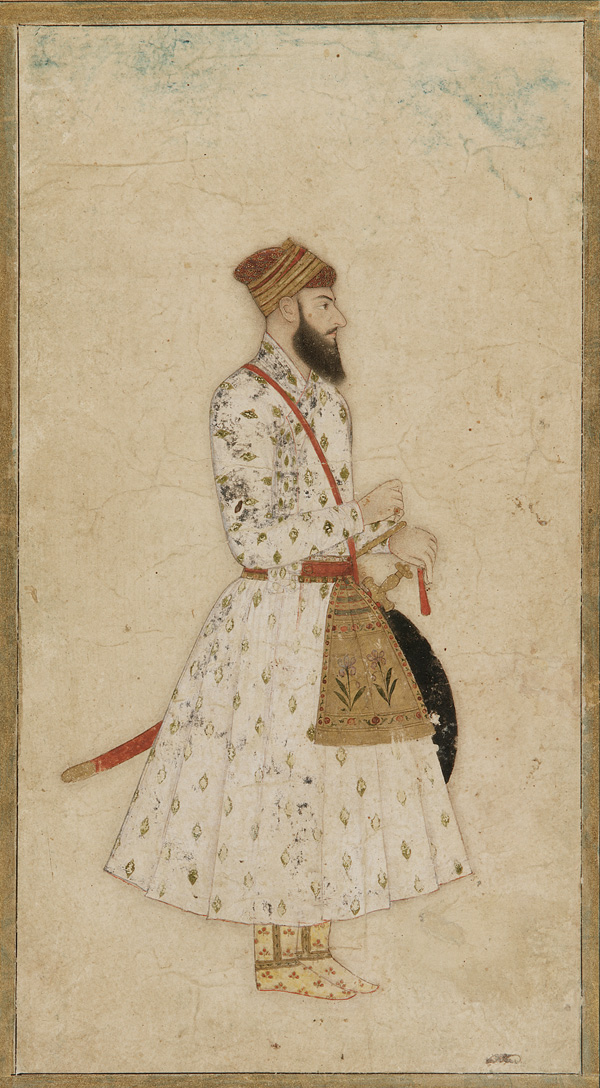

나와브(우르두어: نوّاب)는 아랍어로 대관(代官)이나 지방 장관을 가리키는 누와브의 방언이다. "대리인" 또는 "대표자"라는 뜻을 가지고 있으며, 무굴 제국의 황제가 소속 지역을 다스리는 태수나 토후에게 수여한 직책이었다

## 같이 보기
- 나바브